# 星系團列表
這一頁列出的是一些令人感興趣的星系集團：
目前對星系集團的定義仍不很精確，許多星系集團仍在發展中。特別是，對鄰近銀河系的星系集團，即使比遙遠的集團小，在分類上傾向於歸類為星系團 。

## 鄰近的星系集團
- Canes II Group
- 天爐座星系團
- IC 342
- 獅子座三胞胎
- 本星系群
- M51星系群
- M81星系團
- M83星系團
- M94星系團
- M96星系團
- M101星系群
- NGC 1023星系群
- NGC 2997星系群
- NGC 5866星系團
- 玉夫座星系團
- 室女座星系團

## 其他星系團
- 后髮座星系團
- 武仙座星系團
- 矩尺座星系團

## 其他的星系團
- 1E 0657-56 – 子彈星系團